# Alberto Vinale
Alberto Vinale (5 juni 1978) is een Italiaans voormalig wielrenner.

## Carrière
Vinale nam deel aan drie vuelta's in 2001, 2002 en 2003; hij reed daarin nooit beter dan een 10de plaats in de etappes. Hij won in 2002 zijn enige profkoers; de GP Denain. 

## Overwinningen
2002
GP Denain

## Resultaten in de voornaamste wedstrijden
| Jaar | Ronde van Italië | Ronde van Frankrijk | Ronde van Spanje |
| ---- | ---------------- | ------------------- | ---------------- |
| 2000 |                  |                     |                  |
| 2001 |                  |                     | 127e             |
| 2002 |                  |                     | 128e             |
| 2003 |                  |                     | 151e             |

| Jaar | Gent-Wevelgem | Ronde van Vlaanderen | Parijs-Roubaix | Amstel Gold Race | Omloop Het Nieuwsblad |  | WK op de weg |
| ---- | ------------- | -------------------- | -------------- | ---------------- | --------------------- |  | ------------ |
| 2000 |               |                      |                |                  |                       |  |              |
| 2001 |               |                      |                | opgave           |                       |  |              |
| 2002 | 81e           |                      |                |                  |                       |  |              |
| 2003 |               | opgave               | opgave         |                  | opgave                |  |              |

## Ploegen
- 2000:  Alessio-Bianchi
- 2001:  Alessio-Bianchi
- 2002:  Alessio-Bianchi
- 2003:  Alessio-Bianchi

Wielerploegen van Alberto Vinale
Bertolini · Casagranda · Casarotto · Finco · Gajičić · Gobbi · Guidi · Hontsjenkov · Hvastija · Leoni · Magnani · Miceli · Oesjakov · Ongarato · Puttini · Sjefer · Strazzer · Vinale · Zandarin · Furlan (stagiair) · Nikačević (stagiair)
Axelsson · Bertolini · Casagranda · Casarotto · Caucchioli · Ferrara · Ferrigato · Furlan · Gajičić · Gotti · Hvastija · Ivanov · Leoni · Nikačević · Pellizotti · Sjefer · Valoti · Vinale · Zandarin · Zanetti
Bertolini · Brognara · Casagranda · Casarotto · Caucchioli · De Paoli · Dufaux · Ferrara · Ferrigato · Frattini · Furlan · Gotti · Hvastija · Ivanov · Leoni · Miholjević · Moreni · Nikačević · Pellizotti · Pieri · Sjefer · Vinale · Zanetti
Baldato · Bertolini · Brognara · Casagranda · Casarotto · Cassani · Caucchioli · Dufaux · Ferrara · Ferrigato · Frattini · Furlan · Ivanov · Lunghi · Marzoli · Miholjević · Moreni · Noè · Pellizotti · Vinale